# Alpes de Tux
Les Alpes de Tux (allemand : Tuxer Alpen) ou Alpes breonies orientales (italien : Alpi Breonie di Levante) sont un massif  des Alpes orientales centrales. Elles s'élèvent en Autriche (Tyrol), sur la rive droite de l'Ötztal. Elles tiennent leur nom de la vallée de Tux (Tuxertal) qui les limite au sud-est, et latérale à la vallée de Ziller (Zillertal), à l'est. Enfin, au nord elles sont bordées par la vallée de l'Inn et à l'ouest par le Wipptal.
Elles appartiennent aux Alpes noriques.
Le Lizumer Reckner est le point culminant du massif.

## Géographie

### Situation
Le massif est entouré du massif de Karwendel au nord, des Alpes de Kitzbühel à l'est, des Alpes de Zillertal au sud et des Alpes de Stubai à l'ouest.

### Sommets principaux

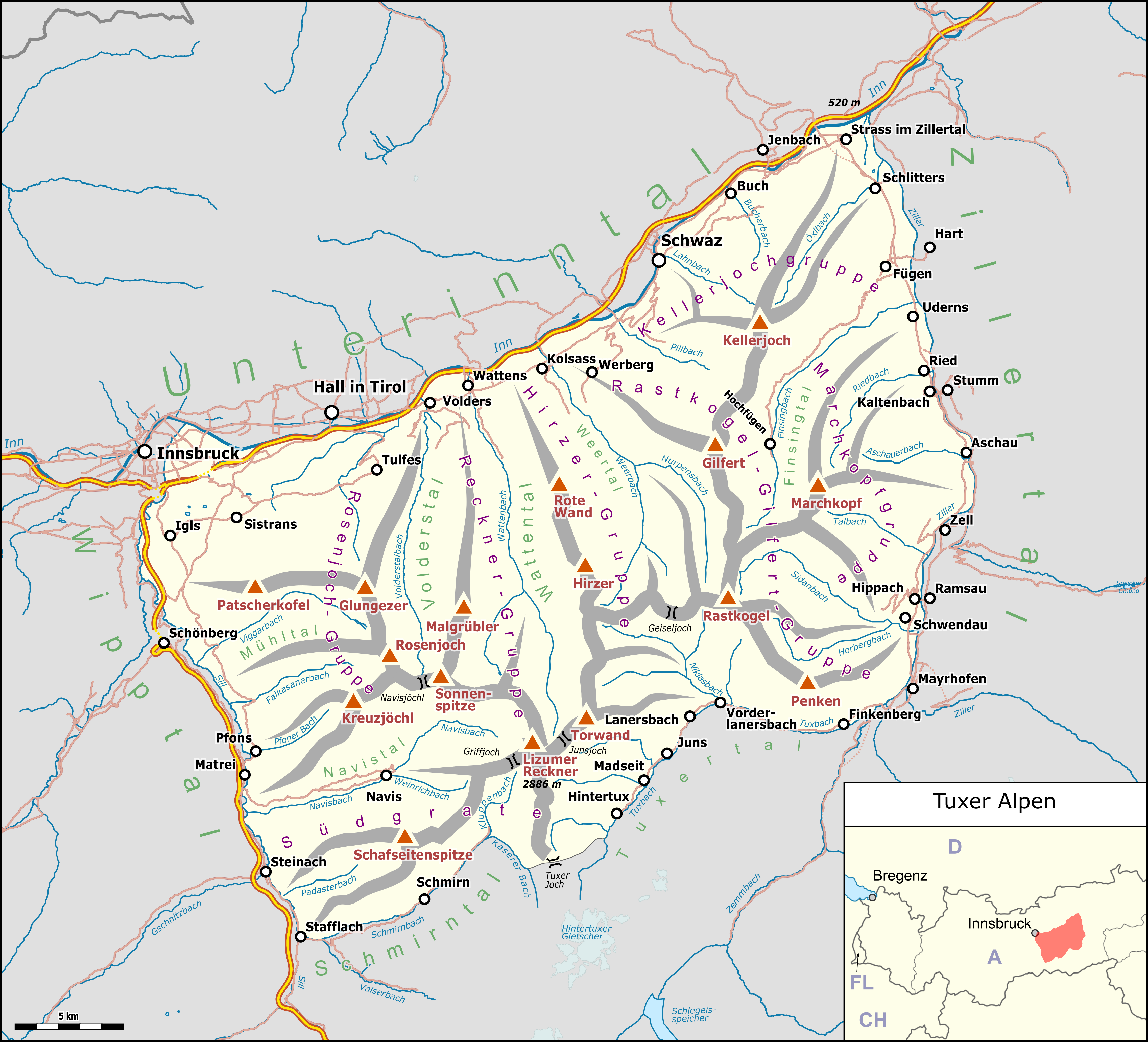
Carte des Alpes de Tux.

- Lizumer Reckner (de), 2 886 m
- Geier (de), 2 857 m
- Kalkwand, 2 826 m
- Rosenjoch (de), 2 796 m
- Rastkogel, 2 762 m
- Malgrübler (de), 2 749 m
- Hirzer (de), 2 725 m
- Glungezer, 2 677 m
- Rosskopf, 2 576 m
- Pangert, 2 550 m
- Gilfert, 2 506 m
- Marchkopf, 2 499 m
- Mölsberg, 2 479 m
- Grüblspitze (de), 2 395 m
- Kellerjoch, 2 344 m
- Patscherkofel, 2 246 m

## Activités

### Stations de sports d'hiver
- Finkenberg
- Fügen
- Fügenberg
- Innsbruck
- Kaltenbach
- Lanersbach
- Mayrhofen
- Schwaz
- Schwendau
- Tulfes